# Batoïdeus
Els batoïdeus (Batoidea) són un superordre de peixos cartilaginosos de la subclasse dels elasmobranquis, que inclou més de 500 espècies agrupades en 18 famílies. Als batoïdeus se'ls coneix de manera general pel nom de rajades, però aquest terme és més apropiat pels membres de l'ordre raïformes.

## Morfologia
Els batoïdeus són peixos marins de cos pla que, com els taurons, són cartilaginosos, cosa que vol dir que els ossos del seu esquelet estan formats per una substància resistent i elàstica. La majoria de les espècies tenen cinc obertures ventrals, anomenades fenedures branquials, excepte les espècies de la família Hexatrygonidae, que en tenen sis. Les fenedures branquials dels batoïdeus es troben sota les aletes pectorals, mentre que en els taurons es troben als costats del cap. La majoria dels batoïdeus, amb l'excepció dels rinobàtids i els peixos serra, tenen un cos pla semblant a un disc. Moltes espècies han desenvolupat les seves aletes pectorals a apèndixs plans i amples similars a ales. L'aleta anal és absent. Els ulls i els espiracles es troben a la part de dalt del cap. Els batoïdeus tenen situada la boca al ventre i poden fer sobresortir considerablement la seva mandíbula superior del crani, per capturar preses.

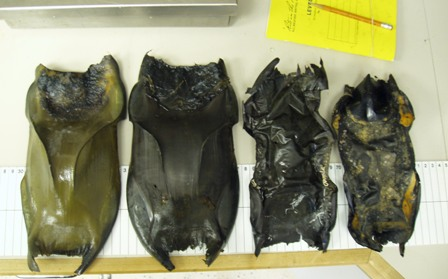
Closques d'ous (d'esquerra a dreta, del més nou al més vell)

## Taxonomia
La classificació dels batoïdeus es troba actualment sota revisió. No obstant això, les proves moleculars refuten la hipòtesi que les rajades són taurons evolucionats.
Arbre filogenètic de Batoidea.
|  | Rhinopristiformes                                              |
|  |                                                                |
|  | \| \| Rajiformes \| \| \| \| \| \| Myliobatiformes \| \| \| \| |
|  |                                                                |
|  | Rajiformes                                                     |
|  |                                                                |
|  | Myliobatiformes                                                |
|  |                                                                |

|  | Rajiformes      |
|  |                 |
|  | Myliobatiformes |
|  |                 |

|  | Rhinopristiformes                                              |
|  |                                                                |
|  | \| \| Rajiformes \| \| \| \| \| \| Myliobatiformes \| \| \| \| |
|  |                                                                |
|  | Rajiformes                                                     |
|  |                                                                |
|  | Myliobatiformes                                                |
|  |                                                                |

|  | Rajiformes      |
|  |                 |
|  | Myliobatiformes |
|  |                 |

|  | Rhinopristiformes                                              |
|  |                                                                |
|  | \| \| Rajiformes \| \| \| \| \| \| Myliobatiformes \| \| \| \| |
|  |                                                                |
|  | Rajiformes                                                     |
|  |                                                                |
|  | Myliobatiformes                                                |
|  |                                                                |

|  | Rajiformes      |
|  |                 |
|  | Myliobatiformes |
|  |                 |

|  | Rhinopristiformes                                              |
|  |                                                                |
|  | \| \| Rajiformes \| \| \| \| \| \| Myliobatiformes \| \| \| \| |
|  |                                                                |
|  | Rajiformes                                                     |
|  |                                                                |
|  | Myliobatiformes                                                |
|  |                                                                |

|  | Rajiformes      |
|  |                 |
|  | Myliobatiformes |
|  |                 |

|  | Rhinopristiformes                                              |
|  |                                                                |
|  | \| \| Rajiformes \| \| \| \| \| \| Myliobatiformes \| \| \| \| |
|  |                                                                |
|  | Rajiformes                                                     |
|  |                                                                |
|  | Myliobatiformes                                                |
|  |                                                                |

|  | Rajiformes      |
|  |                 |
|  | Myliobatiformes |
|  |                 |

|  | Rhinopristiformes                                              |
|  |                                                                |
|  | \| \| Rajiformes \| \| \| \| \| \| Myliobatiformes \| \| \| \| |
|  |                                                                |
|  | Rajiformes                                                     |
|  |                                                                |
|  | Myliobatiformes                                                |
|  |                                                                |

|  | Rajiformes      |
|  |                 |
|  | Myliobatiformes |
|  |                 |

|  | Rhinopristiformes                                              |
|  |                                                                |
|  | \| \| Rajiformes \| \| \| \| \| \| Myliobatiformes \| \| \| \| |
|  |                                                                |
|  | Rajiformes                                                     |
|  |                                                                |
|  | Myliobatiformes                                                |
|  |                                                                |

|  | Rajiformes      |
|  |                 |
|  | Myliobatiformes |
|  |                 |

|  | Rhinopristiformes                                              |
|  |                                                                |
|  | \| \| Rajiformes \| \| \| \| \| \| Myliobatiformes \| \| \| \| |
|  |                                                                |
|  | Rajiformes                                                     |
|  |                                                                |
|  | Myliobatiformes                                                |
|  |                                                                |

|  | Rajiformes      |
|  |                 |
|  | Myliobatiformes |
|  |                 |

A Fishes of the World, escrit per Joseph S. Nelson el 2006, reconeix quatre ordres.
- Ordre Myliobatiformes
  - Família Dasyatidae
  - Família Gymnuridae
  - Família Hexatrygonidae
  - Família Myliobatidae
  - Família Platyrhinidae
  - Família Plesiobatidae
  - Família Potamotrygonidae
  - Família Urolophidae
  - Família Urotrygonidae
  - Família Zanobatidae
- Ordre Pristiformes - peixos serra
  - Família Pristidae
- Ordre Raïformes- rajades, escurçanes, mantes
  - Família Anacanthobatidae
  - Família Rajidae
  - Família Rhinidae
  - Família Rhinobatidae
  - Família Rhynchobatidae
- Ordre Torpediniformes - tremoloses
  - Família Narcinidae
  - Família Torpedinidae